# Mączna masakra
Mączna masakra (ang. flour massacre, arab. ‏مجزرة الطحين‎, hebr. ‏טבח הקמח‎) – rzeź, która miała miejsce 29 lutego 2024 roku w Strefie Gazy podczas izraelskiej operacji wojskowej na tym terytorium, kiedy co najmniej 118 osób zginęło, a 760 zostało rannych po tym, jak wojska izraelskie otworzyły ogień do grupy palestyńskich cywilów, chcących pozyskać żywność z ciężarówek z pomocą humanitarną w pobliżu ronda Al-Nabulsi, na nadmorskiej ulicy Al-Rashid, w mieście Gaza. Wydarzenie to zostało uznane za masakrę przez dziennikarzy, dyplomatów i organizacje praw człowieka, jednak zdarzenie jest kwestionowane przez izraelskie wojsko. Przedstawiciele trzech szpitali zgłosili, że leczyli wiele osób z ranami postrzałowymi. ONZ potwierdziło dużą liczbę osób z ranami postrzałowymi leczonych w szpitalu al-Szifa.
Szczegóły zdarzenia są badane, a relacje izraelskie i palestyńskie różnią się co do przebiegu wydarzeń. Rząd izraelski stwierdził, że siły izraelskie najpierw oddały strzały ostrzegawcze w powietrze, a następnie otworzyły ogień ze strachu przed poruszającym się „tłumem” Palestyńczyków oraz że wydarzenie to wywołało masową panikę. Ocalali opisali masakrę jako zasadzkę, stwierdzając, że siły izraelskie otworzyły ogień, gdy ludzie zbliżali się do ciężarówek z pomocą humanitarną, co spowodowało ucieczkę przed ostrzałem i zwiększyło liczbę ofiar śmiertelnych.
Trzej dziennikarze obecni w trakcie masakry opisali, iż atak izraelski wymierzony w osoby szukające pożywienia, gdy otaczały ciężarówki przewożące pomoc humanitarną, był celowy. Strzelanina miała wywołać chaos, w wyniku którego kilka osób odniosło obrażenia od potrącenia przez ciężarówki.  Ministerstwo Zdrowia Strefy Gazy nazwało ten incydent masakrą, w wyniku której zginęło 118 osób. Strona izraelska stwierdziła, iż większość ofiar była skutkiem paniki, a ich żołnierze oddali tylko strzały ostrzegawcze, gdy tłum im zagrażał. Izraelskie siły zbrojne przyznały, że ich żołnierze faktycznie zastrzelili przypadkowo kilka osób, lecz dodały, że ich zdaniem są "odpowiedzialni za mniej niż dziesięć ofiar". Al-Dżazira i CNN stwierdziły, że atak był częścią szerszego wzorca izraelskich ataków na osoby poszukujące pomocy humanitarnej.
Konwój humanitarny został zorganizowany przez Izrael we współpracy z lokalnymi palestyńskimi biznesmenami w celu zapewnienia dostaw do północnej części Strefy Gazy. Ciężarówki dostarczyli lokalni biznesmeni, a bezpieczeństwo i organizację miał zapewniać Izrael.  Do zdarzenia doszło dzień po tym, jak Carl Skau, zastępca dyrektora wykonawczego Światowego Programu Żywnościowego, powiedział Radzie Bezpieczeństwa ONZ, że ponad 500 tysięcy ludzi w Strefie Gazie jest zagrożonych głodem.